# 电锯惊魂5
《奪魂鋸5》（英語：Saw V）是2008年美國加拿大恐怖電影，於2008年10月24日首映。電影是奪魂鋸系列的第五部作品，為2007年上映的《奪魂鋸4》的續集，而電影這次不再由前三部作品的導演達倫·林恩·鮑斯曼執導，改由前三部作品的美術指導大衛·哈克爾接替執導。劇情方面仍由前作的編劇搭檔馬庫斯·鄧斯坦和派屈克·麥爾頓合作編寫，而溫子仁和雷·沃納爾繼續回歸擔任執行監製。
劇情延續上一部結尾，圍繞著上一部中揭露是拼圖殺人狂最初門徒的馬克·霍夫曼，他加入拼圖殺人狂的起因以及防止他人摸清他底細的故事。電影總票房1.13億美元超過預算1080萬美元，取得了較好成績。

## 劇情
一位有謀殺前科的假釋犯賽斯·巴克斯特從昏迷中醒來，發現他平躺在一座「鐘擺斧」的正上方，錄像中的比利木偶告知賽斯必須將他用來殺人的雙手伸進兩旁的機關中直到壓碎為止，才能打開脖子的項圈。賽斯照指示伸進機器夾碎兩隻手，但項圈最終沒有打開，而身體便一點一點地被鐘擺斧切成兩半。臨死的賽斯突然注意到旁邊門上有一隻眼睛在窺視著他，喊出一句「我照你說的做了」後便慘死。
在拼圖殺人狂肉廠中搜查的史壯姆槍殺傑夫不久後被霍夫曼反鎖在裡面，但發現手術室裡有一道暗門後便走進去。掛在暗門前的錄音機內容建議他繼續留在手術室裡，但史壯姆還是執意要進去，進去不久後被人打昏、頭部被關在一個儲水槽裡。因為水箱即將灌滿水而會使他淹死，史壯姆用身上唯一的筆刺破自己的氣管而得以呼吸並倖存。霍夫曼將傑夫的女兒柯本特救出肉廠後迎接到來的警察，但也驚訝地發現史壯姆活下來。事後，「拼圖殺人狂」約翰·克拉瑪的遺體找到並確認死亡，其前妻吉兒·塔克受到律師傳喚而得到約翰生前留給她的遺物盒子，她拿一把鑰匙打開盒子後對裡面的東西感到吃驚。
警方確認並宣佈拼圖殺人狂案件告終，霍夫曼因為英勇表現而被晉升為調查警督，但當他回到辦公室時卻收到一張不明人士寄來的紙張，上面寫著“我知道你是誰”。霍夫曼開始對此不安，來到醫院裡得知先前辦案受傷的琳賽·佩雷茲搶救不及殉職，喉嚨包扎完的史壯姆稱佩雷茲最後遺言則是叫出霍夫曼的名字，由此質疑霍夫曼為何能平安無事地逃出現場。隨後，史壯姆的聯邦調查局上司丹·埃利克森前來探望，順便告知史壯姆因為抗命以及魯莽而被撤出調查。史壯姆強烈懷疑霍夫曼跟殺人狂之間的聯繫，便瞞著埃利克森獨自進行調查。
某處囚禁著素未謀面的五個人，布莉特、露芭、馬利克、查爾斯和艾許莉相繼清醒後，被錄像告知必須要在限定時間內逃出各個房間，而唯一提示則是「反其道而行」。在第一關，他們必須靠拉動脖子上的項圈來夠到前方的五把鑰匙，唯獨艾許莉未能逃生而慘遭斬首。第二關，四人靠找出上方瓶子裡的鑰匙，打開四個管道裡躲避炸彈，查爾斯試圖搶鑰匙活命，卻被其他三人擊倒在地後被炸死。第三關，他們必須犧牲一人、用其遺體而將五條電路導入水中藉以開門，露芭本決定犧牲馬利克，但布莉特搶先刺死她，用其屍體藉以導電開門進入最後一關。但在最終關，兩人發現必須供給足足十品脫的血量才能打開出口，然而面前的機關卻是給五個人所設計。兩人這才領略到整體遊戲其實都是需要她們五人通力合作、來到這裡聯合獻血逃生，卻因為沒理解到用意才導致他們各顧各。從彼此的共同點，兩人發現他們五人其實都曾牽扯過一起害死八位住戶、得到地產建造新樓的縱火案。走投無路之下，兩人分別伸進去鋸手作為贖罪，各自犧牲掉五品脫的血而讓出口打開。
史壯姆開始調查霍夫曼的資料，得知霍夫曼的妹妹安吉麗娜五年前被賽斯·巴克斯特殺害，而賽斯甚至鑽法律漏洞來為自己減輕罪行。霍夫曼為了替妹妹報仇仿冒拼圖殺人狂的作案手法，親自打造鐘擺斧遊戲、且故意設計成無法逃脫而殺死賽斯。但身為殺人狂的約翰因此注意到霍夫曼，以此威脅霍夫曼替他賣命，不然會供出他知法犯法的行為。多年下來，霍夫曼協助約翰綁架多數受害人、打造多座遊戲現場，當中包括鐵絲網籠的保羅；他還提供過勞倫斯·高登醫生的電筒筆以及所有毒氣屋遊戲受害者的警方資料。史壯姆總結霍夫曼企圖滅口所有知情者，一人獨攬功勞當英雄。
史壯姆的調查同時被埃利克森注意到，加上受到霍夫曼誤導，埃利克森開始懷疑史壯姆才是拼圖殺人狂的部下。他跟隨史壯姆的手機訊號一路跟到五人遊戲現場觀察室，發現史壯姆的手機以及自己的資料，但其實是被霍夫曼事先放在那裡栽贓嫁禍。他同時找到死裡逃生的布莉特和馬利克，兩人都因失血過多而昏迷，他於是立刻叫救護車前來，斷言史壯姆就是嫌犯後對他發佈全面通緝。另一邊，史壯姆跟著霍夫曼走進翻新過的毒氣屋房子裡，跟入之前的地下道後，於一個房間裡找到一口玻璃棺。旁邊錄音機放出霍夫曼的聲音，其建議他躺進棺材裡。
但史壯姆沒有繼續往下聽，而是在一旁伏擊進來查看的霍夫曼，並將他關進玻璃棺中。但兩人所在的房間突然被反鎖，兩邊的牆也開始向前擠進，而餘下錄音內容表示這口玻璃棺其實是要讓史壯姆自救；但他由於執意一意孤行，如今他會永遠“消失”且為霍夫曼背上黑鍋。玻璃棺自動進入地下的坑中後，霍夫曼微笑著目視孤立無援的史壯姆被兩邊的牆慢慢擠扁。

## 演員
| 演員                            | 角色                                         | 備註 |
| 托賓·貝爾 Tobin Bell            | 約翰·克拉瑪／拼圖殺人狂 John Kramer / Jigsaw | 腦癌末期患者，連環殺手「拼圖殺人狂」本人，專門瞄準一系列不在乎生命的人們作為潛在目標。如今他死後，遊戲事業仍然在繼續進行。   |
| 科斯塔斯·曼迪勒 Costas Mandylor | 馬克·霍夫曼 Det. Mark Hoffman                | 資深警探，偵辦拼圖殺人狂的案件多年，他同時是拼圖殺人狂的首位門徒，在約翰和亞曼達死後成為唯一繼任者。                         |
| 史考特·帕特森 Scott Patterson   | 彼得·史壯姆 Peter Strahm                     | 聯邦調查局探員，不久前搭檔佩雷茲死於殺人狂陷阱，僥倖逃生的他比以往更為獨斷專行，即使殺人狂已死，他開始私下調查嫌疑人霍夫曼。 |
| 貝西·羅素 Betsy Russell         | 吉兒·塔克 Jill Tuck                          | 健康診所經營者，約翰的前妻，也是他最心愛的人，即使和約翰已經離婚，但這次成為他的遺產繼承者。                                 |
| 馬克·羅斯頓 Mark Rolston        | 丹·埃利克森 Dan Erickson                     | 聯邦調查局探員，史壯姆的上司，認為他總是動用私人情緒而命令他撤出調查。                                                       |
| 朱莉·本茨 Julie Benz            | 布莉特·史蒂文森 Brit Stevenson               | 地產發展商，五人遊戲受害者之一，是害死八名住戶的大樓縱火案的幕後實施者。                                                     |
| 梅根·古德 Meagan Good           | 露芭·吉布斯 Luba Gibbs                       | 城市規劃師，五人遊戲受害者之一，縱火案後因收賄而批准住宅建設許可。                                                           |
| 葛雷格·拜克 Greg Bryk           | 馬利克·史考特 Mallick Scott                  | 紈绔子弟，五人遊戲受害者之一，是受僱犯下縱火案的主犯。                                                                       |
| 卡羅·羅塔 Carlo Rota            | 查爾斯·薩洛曼 Charles Salomon                | 調查記者，五人遊戲受害者之一，知情縱火案真相卻選擇隱瞞。                                                                     |
| 蘿拉·高登 Laura Gordon          | 艾希莉·卡索 Ashley Kazon                     | 火災調查員，五人遊戲受害者之一，當初偽造過縱火案的調查報告。                                                                 |
| 約里斯·賈斯基 Joris Jarsky      | 賽斯·巴克斯特 Seth Baxter                    | 殺人前科犯，五年前殺害過霍夫曼的妹妹，甚至靠鑽法律漏洞縮減刑期，但他出獄不久便很快死在鐘擺斧遊戲裡。                         |
| 薩曼莎·里莫 Samantha Lemole     | 潘蜜拉·詹金斯 Pamela Jenkins                 | 一位追尋拼圖殺人狂案件的記者，在警方發佈會上出現。                                                                           |
| 莎拉·鮑爾 Sarah Power           | 安潔麗娜·艾康伯 Angelina Acombe              | 霍夫曼的妹妹，是他唯一的親人，慘死於賽斯·巴克斯特手中後，導致哥哥霍夫曼變成拼圖殺人狂的門徒。                                |

## 外部連結
- 互联网电影数据库（IMDb）上《电锯惊魂5》的资料（英文）
- 爛番茄上《电锯惊魂5》的資料（英文）
- AllMovie上《电锯惊魂5》的资料（英文）
- Box Office Mojo上《电锯惊魂5》的資料（英文）
- Metacritic上《电锯惊魂5》的資料（英文）
- 《恐懼鬥室5》宣傳片段 (1) （页面存档备份，存于）